# Rio Fortuna
Rio Fortuna is een gemeente in de Braziliaanse deelstaat Santa Catarina. De gemeente telt 4.648 inwoners (schatting 2009).

## Aangrenzende gemeenten
De gemeente grenst aan Armazém, Braço do Norte, Grão Pará, Santa Rosa de Lima, São Martinho en Urubici.